# 루이스 마린
루이스 안토니오 마린 무리요(스페인어: Luis Antonio Marín Murillo, 1974년 8월 10일~)는 코스타리카의 은퇴한 축구 선수로, 포지션은 센터백이었다.

## 선수 경력
1992년 프로 선수 생활을 시작해, LD 알라후엘렌세에서 뛰는 동안(1993년~1998년, 2000년~2006년, 2009년~2011년), 7번의 리그 우승, CONCACAF 챔피언스컵 우승, 코파 인테르클루베스 UNCAF(Copa Interclubes UNCAF) 3회 우승을 경험하였다. 이스라엘 프리미어리그의 마카비 네타냐에서 활약하던 2006-07 시즌에는, 이스라엘 프리미어리그 올해 최고의 외국인 선수에 선정되기도 하였다. 이스라엘에서는 "슈퍼맨"(Superman)이라는 별명으로 불렸으며, 코스타리카에서는 "토포이요"(Costa Rica "Topoyillo") 라는 별명으로 불리기도 한다.
코스타리카 축구 국가대표팀에서는 1993년부터 2009년까지 130경기에 출장해 5골을 넣었으며, 마린의 출장 기록은 코스타리카 대표팀 역사상 두 번째로 많이 출장한 기록이다. 그의 마지막 경기는 2009년 11월, 1-1 무승부로 마무리된 우루과이 대표팀과의 경기였으며, 이 경기로 인해 코스타리카는 2010년 FIFA 월드컵 본선에 진출하지 못했다. 마린은 1993년 CONCACAF 골드컵, 2001년 코파 아메리카, 2002년 FIFA 월드컵, 2004년 코파 아메리카, 2006년 FIFA 월드컵 등 여러 국제대회에서 국가대표로 활약한 바 있다. 특히 2006년 FIFA 월드컵에서는 코스타리카 대표팀의 주장으로 출전했었다.

## 경력
- 1993년 CONCACAF 골드컵 국가대표
- 1997년 코파 아메리카 국가대표
- 1998년 CONCACAF 골드컵 국가대표
- 2001년 코파 아메리카 국가대표
- 2002년 CONCACAF 골드컵 국가대표
- 2002년 FIFA 월드컵 국가대표
- 2003년 CONCACAF 골드컵 국가대표
- 2004년 코파 아메리카 국가대표
- 2006년 FIFA 월드컵 국가대표

## 수상
코스타리카
- 1993년 CONCACAF 골드컵 3위
- 2002년 CONCACAF 골드컵 준우승
- 2003년 CONCACAF 골드컵 4위

## 같이 보기
- A매치 100경기 이상 출전한 축구 선수 명단